# Dacus pulchralis
Dacus pulchralis är en tvåvingeart som beskrevs av White 2006. Dacus pulchralis ingår i släktet Dacus och familjen borrflugor.
Artens utbredningsområde är Tanzania. Inga underarter finns listade i Catalogue of Life.